# Корморант (тауншип, Миннесота)
Корморант (англ. Cormorant) — тауншип в округе Бекер, Миннесота, США. На 2000 год его население составило 965 человек.

## География
По данным Бюро переписи населения США площадь тауншипа составляет 93,9 км², из которых 68,2 км² занимает суша, а 25,7 км² — вода (27,36 %).

## Демография
По данным переписи населения 2000 года здесь находились 965 человек, 422 домохозяйства и 316 семей.  Плотность населения —  14,1 чел./км².  На территории тауншипа расположено 977 построек со средней плотностью 14,3 построек на один квадратный километр. Расовый состав населения: 98,86 % белых, 0,21 % афроамериканцев, 0,10 % коренных американцев, 0,31 % азиатов и 0,52 % приходится на две или более других рас. Испанцы или латиноамериканцы любой расы составляли 0,41 % от популяции тауншипа.
Из 422 домохозяйств в 20,1 % воспитывались дети до 18 лет, в 69,2 % проживали супружеские пары, в 2,6 % проживали незамужние женщины и в 25,1 % домохозяйств проживали несемейные люди. 20,9 % домохозяйств состояли из одного человека, при том 8,1 % из — одиноких пожилых людей старше 65 лет. Средний размер домохозяйства — 2,29, а семьи — 2,63 человека.
17,3 % населения — младше 18 лет, 3,8 % — в возрасте от 18 до 24 лет, 22,2 % — от 25 до 44, 34,3 % — от 45 до 64, и 22,4 % — старше 65 лет. Средний возраст — 49 лет. На каждые 100 женщин приходилось 106,2 мужчин.  На каждые 100 женщин старше 18 приходилось 106,7 мужчин.
Средний годовой доход домохозяйства составлял 47 560 долларов, а средний годовой доход семьи —  54 444 доллара. Средний доход мужчин —  41 635  долларов, в то время как у женщин — 28 125. Доход на душу населения составил 24 016 долларов. За чертой бедности находились 1,6 % семей и 4,7 % всего населения тауншипа, из которых 5,8 % младше 18 и 1,8 % старше 65 лет.